# Kooyong Classic 2011 - Singolare
Fernando Verdasco era il detentore del titolo, ma ha perso nel 1º turno contro Gaël Monfils.
Lleyton Hewitt ha battuto in finale Gaël Monfils con il punteggio di 7–5, 6–3.

## Teste di serie
1. Tomáš Berdych (primo turno)
2. Fernando Verdasco (primo turno)
3. Michail Južnyj (primo turno)
4. Jürgen Melzer (semifinali, 3º posto)

1. Gaël Monfils (finale, 2º posto)
2. Jo-Wilfried Tsonga (primo turno)
3. Nikolaj Davydenko (semifinali, 4º posto)
4. Lleyton Hewitt (campione, 1º posto)

## Tabellone

### Legenda
| - Q = Qualificato - WC = Wild card - LL = Lucky loser | - ALT = Alternate - SE = Special Exempt - PR = Protected Ranking | - w/o = Walkover - r = Ritirato - d = Squalificato |

|  | Quarti di finale | Quarti di finale   | Quarti di finale   | Quarti di finale   | Quarti di finale |  |  | Semifinali | Semifinali        | Semifinali        | Semifinali   | Semifinali   |   |   | Finale          | Finale            | Finale            | Finale          | Finale          |  |
|  |                  |                    |                    |                    |                  |  |  |            |                   |                   |              |              |   |   |                 |                   |                   |                 |                 |  |
|  | 1                | Tomáš Berdych      | 5                  | 6                  | 3                |  |  |            |                   |                   |              |              |   |   |                 |                   |                   |                 |                 |  |
|  | 7                | Nikolaj Davydenko  | 7                  | 3                  | 6                |  |  | 7          | Nikolaj Davydenko | Nikolaj Davydenko | 3            | 63           |   |   |                 |                   |                   |                 |                 |  |
|  | 8                | Lleyton Hewitt     | 7                  | 4                  | 6                |  |  | 8          | Lleyton Hewitt    | Lleyton Hewitt    | 6            | 7            |   |   |                 |                   |                   |                 |                 |  |
|  | 3                | Michail Južnyj     | 5                  | 6                  | 4                |  |  |            |                   |                   |              |              |   |   | 8               | Lleyton Hewitt    | Lleyton Hewitt    | 7               | 6               |  |
|  | 4                | Jürgen Melzer      | Jürgen Melzer      | Jürgen Melzer      | 8                |  |  |            |                   | 5                 | Gaël Monfils | Gaël Monfils | 5 | 3 |                 |                   |                   |                 |                 |  |
|  | 6                | Jo-Wilfried Tsonga | Jo-Wilfried Tsonga | Jo-Wilfried Tsonga | 6                |  |  | 4          | Jürgen Melzer     | 6                 | 2            | 64           |   |   |                 |                   |                   |                 |                 |  |
|  | 5                | Gaël Monfils       | 4                  | 7                  | 6                |  |  | 5          | Gaël Monfils      | 2                 | 6            | 7            |   |   |                 |                   |                   |                 |                 |  |
|  | 2                | Fernando Verdasco  | 6                  | 65                 | 4                |  |  |            |                   |                   |              |              |   |   | Finale 3º posto | Finale 3º posto   | Finale 3º posto   | Finale 3º posto | Finale 3º posto |  |
|  |                  |                    |                    |                    |                  |  |  |            |                   |                   |              |              |   |   |                 |                   |                   |                 |                 |  |
|  |                  |                    |                    |                    |                  |  |  |            |                   |                   |              |              |   |   | 7               | Nikolaj Davydenko | Nikolaj Davydenko | 64              | 2               |  |
|  |                  |                    |                    |                    |                  |  |  |            |                   |                   |              |              |   |   | 4               | Jürgen Melzer     | Jürgen Melzer     | 7               | 6               |  |

### Play-offs
|  | Semifinali 5º-8º posto | Semifinali 5º-8º posto | Semifinali 5º-8º posto | Semifinali 5º-8º posto | Semifinali 5º-8º posto |  |  | Finale 5º posto | Finale 5º posto | Finale 5º posto | Finale 5º posto | Finale 5º posto |  |
|  |                        |                        |                        |                        |                        |  |  |                 |                 |                 |                 |                 |  |
|  | 1                      | Tomáš Berdych          | Tomáš Berdych          | Tomáš Berdych          | Tomáš Berdych          |  |  |                 |                 |                 |                 |                 |  |
|  | 3                      | Michail Južnyj         | Michail Južnyj         | Michail Južnyj         | Michail Južnyj         |  |  |                 |                 |                 |                 |                 |  |
|  | 6                      | Jo-Wilfried Tsonga     | Jo-Wilfried Tsonga     | Jo-Wilfried Tsonga     | Jo-Wilfried Tsonga     |  |  |                 |                 |                 |                 |                 |  |
|  | 2                      | Fernando Verdasco      | Fernando Verdasco      | Fernando Verdasco      | Fernando Verdasco      |  |  |                 |                 |                 |                 |                 |  |